# فرانک هرلی
فرانک هرلی (انگلیسی: Frank Hurley؛ ‏ ۱۵ اکتبر ۱۸۸۵ – ۱۶ ژانویهٔ ۱۹۶۲) یک ماجراجو و عکاس اهل استرالیا بود. وی بین سال‌های ۱۹۰۸ تا ۱۹۴۸ میلادی فعالیت می‌کرد. وی در چندین مأموریت اکتشافی در جنوبگان مشارکت داشت و به عنوان عکاس رسمی ارتش استرالیا در جنگ‌های جهانی شرکت نمود. سبک هنری او عکس‌های بیاد ماندنی را آفرید.

## زندگی‌نامه مختصر
فرانک هرلی سومین فرزند از پنج فرزند ادوارد و مارگارت هرلی بود و در محله گلیب از حومه‌های سیدنی، استرالیا بزرگ شد. او در سن ۱۳ سالگی از خانه فرار کرد تا در کارخانه فولاد لیتگو کار کند، و دو سال بعد به خانه بازگشت تا در مدرسه فنی محلی تحصیل کند و در کلاس‌های علمی دانشگاه سیدنی شرکت کند.
وقتی ۱۷ ساله بود، نخستین دوربین خود را خرید؛ یک دوربین کداک باکس براونی به قیمت ۱۵ شیلینگ، که آن را به صورت اقساطی با پرداخت هفته‌ای یک شیلینگ تهیه کرد. او به‌صورت خودآموخته عکاسی را یاد گرفت و وارد کسب‌وکار کارت‌پستال شد، جایی که به خاطر قرار دادن خود در موقعیت‌های خطرناک برای گرفتن عکس‌های خیره‌کننده شهرت یافت؛ از جمله این که خود را جلوی قطاری در حال حرکت قرار داد تا بتواند از آن عکس بگیرد.
هرلی در تاریخ ۱۱ آوریل ۱۹۱۸ با آنتوانت روزالیند لیتون ازدواج کرد. این زوج صاحب چهار فرزند شدند: دو دختر دوقلوی همسان به نام‌های آدلی (که بعدها عکاس خبری شد) و تونی، یک پسر به نام فرانک، و کوچک‌ترین فرزندشان، دخترشان ایوون.